# Eli Eglaine
Pas d'image ? Cliquez ici

a Compétitions nationales et continentales officielles uniquement.

b Matchs officiels uniquement.
Dernière mise à jour le 17 décembre 2021.
Eli Eglaine, né le 15 septembre 2000 à Die (Drôme), est un joueur français de rugby à XV jouant au poste de pilier gauche au FC Grenoble en Pro D2 depuis 2021.

## Biographie
Eli Eglaine commence le rugby à l'Union sportive dioise, club de la commune de Die dans le département de la Drôme, qu'il quitte en 2016.
Il est avec le FC Grenoble champion de France juniors Crabos en 2018 en s'imposant contre le Castres olympique (20-13).
Il est aussi avec l'équipe de France des moins de 20 ans champion du monde junior en 2019 avec son coéquipier de club Killian Géraci.

## Palmarès

### En club
- FC Grenoble
  - Vainqueur du Championnat de France Crabos en 2018[6].
  - Finaliste du Championnat de France de 2e division en 2023, 2024 et 2025.

### En sélection nationale
- France -20
  - Vainqueur du Championnat du monde junior en 2019.